# Rafael Sánchez Cestero
Rafael Sánchez Cestero (* 1. Januar 1912 in Santo Domingo; † 7. August 1999 ebenda) war ein dominikanischer Sänger (Tenor).

## Leben und Wirken
Sanchez studierte von 1928 bis 1934 in Paris und ab 1935 bei Bernard U. Taylor an der Juilliard School of Music in New York. Außerdem nahm er hier Privatunterricht bei Léon Rothier und Giuseppe Barsotti. Er trat an der New York Chamber Opera, der Grand Opera, der New York Civic Opera und der Salmaggie Opera auf. In Santo Domingo sang er in Sendungen von Radio HIX, La Voz Dominicana, Rahintel und Color Visión sowie am Teatro Independencia, dem Teatro Rialto, am Teatro Nacional und im Palacio Nacional.
1957 sang er neben Violeta Stephen und Tony Curiel den Alfred in Verdis La traviata, 1959 führte er Ninón Lapreirettas Abominación de la espera auf. 1960 war er Solist in einer Aufführung der  Neunten Sinfonie von Beethoven mit dem Orquesta Sinfónica Nacional unter Manuel Simó. 1963 und 1964 trat er in José de Jesús Castros La muerte de Cristo auf, 1968 sang er die Tenorpartie in Sunhara von Manuel Marino Miniño.
Sanchez gründete 1963 die Compañía Lírica Dominicana und 1974 die Ópera Dominicana. Zwischen 1958 und 1986 unterrichtete er an der Academia de La Voz Dominicana und am Conservatorio Nacional de Música.